# Святая Екатерина (шнява, 1746)
«Святая Екатерина» — шнява Каспийской флотилии Российской империи, находившаяся в составе флота с 1746 года, первая из трёх шняв одноимённого типа. Во время несения службы совершала плавания в акватории Каспийского моря.

## Описание судна
Парусная шнява с деревянным корпусом, одна из трёх шняв одноимённого типа. Длина судна между перпендикулярами по сведениям из различных источников составляла 23,77—23,8 метра, ширина 6,9—6,91 метра, а осадка 2,9 метра. Артиллерийское вооружение шнявы состояло из 12 орудий и 20 фальконетов.

## История службы
Шнява «Святая Екатерина» была заложен на стапеле Казанского адмиралтейства и после спуска на воду в 1746 году вошла в состав Каспийской флотилии России
Начиная с кампании 1746 года совершала плавания в Каспийском море.

## Командиры шнявы
Командирами шнявы «Святая Екатерина» в составе Российского императорского флота в разное время служили:
- мичман И. В. Токмачев (1746—1747 годы)[6][7].